# Jan Verhaas

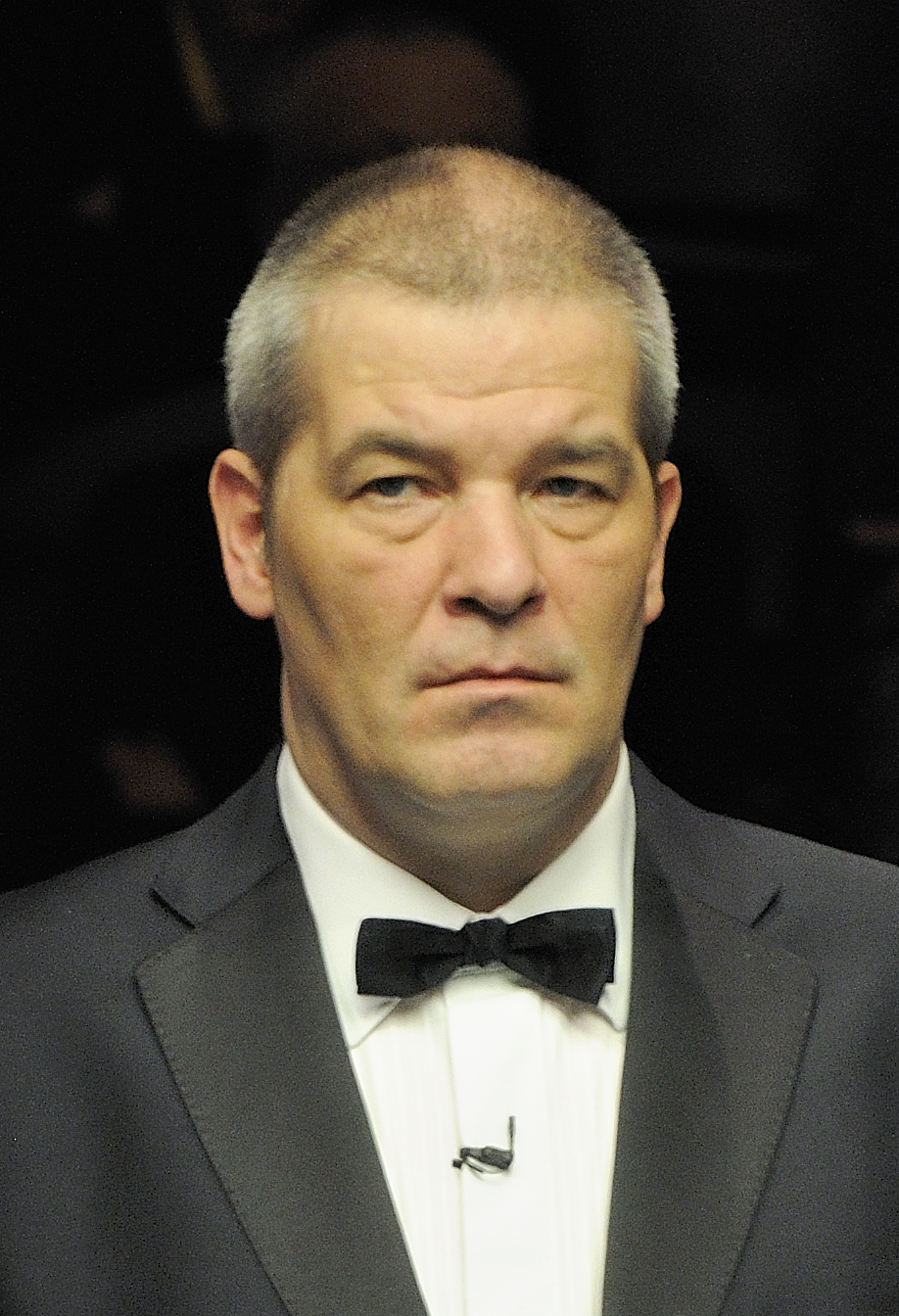
Jan Verhaas (2013).

Jan Verhaas, född 5 oktober 1966 i Maassluis i Nederländerna, är en nederländsk snookerdomare.
Verhaas dömde sin första professionella match 1993, mellan Steve Davis och Tony Drago. Tio år senare, 2003, blev han den förste icke-brittiske domaren att döma en VM-final. Sedan dess har han dömt ytterligare tre VM-finaler, 2006, 2008 och 2011. Han har dessutom dömt inte mindre än åtta Masters-finaler under perioden 1999–2010.
Verhaas har varit inblandad i flera matcher med udda incidenter: I UK Championship 2006 dömde han matchen mellan Stephen Hendry och Ronnie O'Sullivan. Hendry ledde med 4-1 i matchen som spelades i bäst-av-17 frames, men O'Sullivan gav upp och tackade för matchen mitt i det sjätte framet efter att ha gjort en dålig stöt. Verhaas vände sig till Hendry och sade "Sorry about that, what can we do?". Under Masters-finalen samma säsong mellan O'Sullivan och Ding Junhui visade han ut en åskådare efter att denne häcklat Ding under matchen.
En tredje incident där åter igen både O'Sullivan och Verhaas var inblandade inträffade i UK Championship 2009. Efter att O'Sullivan några gånger försökt a sig ut en snooker som John Higgins försatt honom i, råkar han röra vid svart boll med handen när han ska göra ytterligare ett försök. Helt korrekt enligt reglerna dömde då Verhaas endast foul och Higgins kunde inte be om återplacering längre, vilket ledde till en liten diskussion mellan Higgins och Verhaas. Därmed upptäcktes en liten brist i regelverket, då du alltså kan ta dig ur ett foul och miss läge genom att helt enkelt röra vid en boll. Det har dock aldrig förekommit sedan dess att någon gjort detta avsiktligt eftersom snookerspelare är mycket sportsliga..
Ännu en incident där både O'Sullivan och Verhaas var inblandade inträffade i World Open 2010. O'Sullivan var på väg att göra ett maximumbreak i matchens sista frame, men slutade spela efter att ha sänkt sista rosa och var på väg att lämna arenan. Verhaas övertalade O'Sullivan att sänka även sista svart "för publikens skull". O'Sullivan gjorde detta, och förklarade sedan att hans agerande var en protest mot att bonuspriset för maximumbreak hade tagits bort till denna säsong. Nämnas bör även att O'Sullivan frågade Verhaas alldeles i inledningen av sitt maxiumbreak, vad bonuspriset var.